# Pedro Araya Toro
Pedro Damián Araya Toro (Lo Barnechea, Región Metropolitana de Santiago, 23 de enero de 1942), conocido como "El Garrincha Chileno", es un exfutbolista chileno. Es considerado uno de los mejores futbolistas chilenos de la historia y uno de los mejores punteros derechos nacionales de todos los tiempos junto a Alexis Sánchez. 
Fue destacado a nivel continental durante la década de 1960 en la Copa Mundial de Fútbol de 1966, la Copa América 1967 (donde integró el equipo ideal, disputó ser el mejor jugador del torneo y fue llamado por la prensa uruguaya el "Garrincha Chileno") y la Copa Libertadores 1970 (donde fue parte del equipo ideal). Llegó a ser nominado al Balón de Oro Global por FIFA en los años 1967 y 1970. Pedro Araya también es considerado uno de los máximos ídolos y referentes del club Universidad de Chie. En dicho equipo jugó durante 11 temporadas, en las que ganó cinco Campeonatos Nacionales, dos Torneos Metropolitano, una Copa Francisco Candelori y fue semifinalista de Copa Libertadores. En el extranjero, defendió en México al San Luis Fútbol Club y al Atlas de Guadalajara, equipo en el que se retiró en 1978, además en ambos clubes mexicanos es considerado ídolo. 
Con la Selección de Chile participó en la Copa Mundial de 1966 y en la Copa América de 1967, disputó 65 partidos, anotando 14 goles y 10 pases gol, integrando el listado de los mejores asistidores de Chile de todos los tiempos.

## Trayectoria
Legendario puntero derecho del Ballet Azul y de la selección chilena en el Mundial de Inglaterra 1966 y en la Copa América 1967. 
Muy hábil, veloz, buen habilitador de gol y certero en el remate al arco, Araya jugaba de "7" clásico (delantero "por fuera" del área), tenía un regate al mejor estilo Garrincha y era encarador como él solo. 
Durante la década de 1960 fue pretendido por varios clubes importantes del continente, entre ellos el Santos F.C. de Pelé, River Plate y Boca Juniors de Argentina, Nacional de Uruguay, América de México, entre otros. Tras el mundial de Inglaterra 1966 y la Copa América 1967, Araya fue considerado el mejor puntero derecho del continente, la prensa uruguaya lo llamó "El Garrincha Chileno", siendo cotizado por varios equipos, la oferta más importante vino del club brasilero Santos FC de Pelé (quien lo pidió reiteradas veces), donde en una primera oferta ofreció US$ 100.000 dólares más el pase del extraordinario puntero brasileño Dorval, el cuadro "Peixe" en una segunda oferta subió a US $200.000 dólares, más alta que la transferencia ese año del mejor portero del mundo, el inglés Gordon Banks (£ 50.000). La "U" se negó a venderlo, tasandolo en US$ 400.000 dólares. Nacional de Uruguay le ofreció un sueldo de $ 200 millones de pesos por un año de contrato, con la posibilidad de extenderlo por tres temporadas. Sin embargo, tampoco prosperó el traspaso.
Junto a Carlos Campos y Leonel Sánchez formaban la gran tripleta ofensiva del Ballet Azul, que dominó el fútbol chileno durante toda la década de 1960. Con la Universidad de Chile consiguió ocho títulos, cinco Campeonatos Nacionales, dos Torneos Metropolitanos y una Copa Francisco Candelori, además de alcanzar una semifinal de Copa Libertadores en 1970. Araya convirtió 91 goles oficiales por la "U". 
En el mundial de Inglaterra de 1966, Araya recibió elogios de los medios ingleses y franceses, la revista Football Magazine lo consideró el mejor puntero derecho del grupo de Sunderland y Middlesbrough, junto al soviético Porkujan.
En la Copa América de Montevideo en 1967, Araya fue llamado El Garrincha Chileno por la prensa uruguaya, que lo consideró el mejor puntero derecho del continente. Araya integró el equipo ideal de la Copa América y disputó ser el mejor jugador del torneo junto a Pedro Rocha, Luis Artime y Rubén Marcos.
Su carrera además se prolonga en México jugando por el San Luis FC y el Atlas de Guadalajara (incluso en un amistoso le marcó un gol al Real Madrid en el mismísimo Santiago Bernabéu).

## Selección nacional
Fue internacional con la selección de fútbol de Chile en 65 partidos, 29 oficiales y 36 amistosos, anotando 14 goles y 10 pases gol entre 1964 y 1973, habiendo sido nominado para participar en la Copa Mundial de Fútbol de 1966. Sin embargo se perdió la Copa del Mundo de 1974 debido a una cláusula entre los clubes mexicanos, San Luis y Atlas de Guadalajara. Su último partido lo disputó ante Uruguay, anotando su último gol por la selección, donde Chile triunfó por 5-0.

### Participaciones en Copas del Mundo
| Mundial                        | Sede       | Resultado    | PJ |
| ------------------------------ | ---------- | ------------ | -- |
| Copa Mundial de Fútbol de 1966 | Inglaterra | Primera fase | 3  |

#### Participaciones en eliminatorias a Copas del Mundo
| Eliminatorias                 | País       | Resultado   | Posición   | PJ |
| ----------------------------- | ---------- | ----------- | ---------- | -- |
| Eliminatorias Inglaterra 1966 | Inglaterra | Clasificado | 1° Grupo 2 | 1  |
| Eliminatorias México 1970     | México     | Eliminado   | 2º Grupo 3 | 3  |

#### Participaciones en Copa América
| Copa              | Sede    | Resultado | Partidos | Goles |
| ----------------- | ------- | --------- | -------- | ----- |
| Copa América 1967 | Uruguay | Tercero   | 7        | 3     |

## Estadísticas

### Clubes
| Club                         | Div.          | Temporada     | Liga  | Liga  | Copas nacionales | Copas nacionales | Torneos internacionales | Torneos internacionales | Total | Total | Media goleadora |
| Club                         | Div.          | Temporada     | Part. | Goles | Part.            | Goles            | Part.                   | Goles                   | Part. | Goles | Media goleadora |
| ---------------------------- | ------------- | ------------- | ----- | ----- | ---------------- | ---------------- | ----------------------- | ----------------------- | ----- | ----- | --------------- |
| Universidad de Chile · Chile | 1.ª           | 1961          | 1     | 0     | —                | —                | —                       | —                       | 1     | 0     | 0.00            |
| Universidad de Chile · Chile | 1.ª           | 1962          | 0     | 0     | 1                | 0                | —                       | —                       | 1     | 0     | 0.00            |
| Universidad de Chile · Chile | 1.ª           | 1963          | 8     | 4     | —                | —                | —                       | —                       | 8     | 4     | 0.5             |
| Universidad de Chile · Chile | 1.ª           | 1964          | 26    | 8     | —                | —                | —                       | —                       | 26    | 8     | 0.31            |
| Universidad de Chile · Chile | 1.ª           | 1965          | 25    | 9     | —                | —                | 4                       | 2                       | 29    | 11    | 0.38            |
| Universidad de Chile · Chile | 1.ª           | 1966          | 24    | 9     | —                | —                | 6                       | 1                       | 30    | 10    | 0.33            |
| Universidad de Chile · Chile | 1.ª           | 1967          | 30    | 20    | —                | —                | —                       | —                       | 30    | 20    | 0.67            |
| Universidad de Chile · Chile | 1.ª           | 1968          | 30    | 9     | —                | —                | 2                       | 0                       | 32    | 9     | 0.28            |
| Universidad de Chile · Chile | 1.ª           | 1969          | 20    | 7     | —                | —                | —                       | —                       | 20    | 7     | 0.35            |
| Universidad de Chile · Chile | 1.ª           | 1970          | 27    | 6     | —                | —                | 11                      | 5                       | 38    | 11    | 0.29            |
| Universidad de Chile · Chile | 1.ª           | 1971          | 24    | 11    | —                | —                | —                       | —                       | 24    | 11    | 0.46            |
| Universidad de Chile · Chile | Total club    | Total club    | 215   | 83    | 1                | 0                | 23                      | 8                       | 239   | 91    | 0.38            |
| San Luis · México            | 1.ª           | 1971-72       | ?     | 14    | ?                | 1                | —                       | —                       | ?     | 15    | 0.00            |
| San Luis · México            | 1.ª           | 1972-73       | ?     | 9     | —                | —                | —                       | —                       | ?     | 9     | 0.00            |
| San Luis · México            | Total club    | Total club    | ?     | 23    | ?                | 1                | 0                       | 0                       | ?     | 24    | 0.00            |
| Atlas · México               | 1.ª           | 1973-74       | 29    | 6     | 4                | 0                | —                       | —                       | 33    | 6     | 0.18            |
| Atlas · México               | 1.ª           | 1974-75       | 33    | 5     | 6                | 2                | —                       | —                       | 39    | 7     | 0.18            |
| Atlas · México               | 1.ª           | 1975-76       | 32    | 4     | 5                | 2                | —                       | —                       | 37    | 6     | 0.16            |
| Atlas · México               | 1.ª           | 1976-77       | 35    | 12    | —                | —                | —                       | —                       | 35    | 12    | 0.34            |
| Atlas · México               | 1.ª           | 1977-78       | 25    | 3     | —                | —                | —                       | —                       | 25    | 3     | 0.12            |
| Atlas · México               | Total club    | Total club    | 154   | 30    | 15               | 4                | 0                       | 0                       | 169   | 34    | 0.20            |
| Total carrera                | Total carrera | Total carrera | 369   | 136   | 16               | 5                | 23                      | 8                       | 408   | 149   | 0.37            |
| 1. 2. 3.                     |               |               |       |       |                  |                  |                         |                         |       |       |                 |

### Tripletes
| Partidos en los que anotó tres o más goles | Partidos en los que anotó tres o más goles | Partidos en los que anotó tres o más goles | Partidos en los que anotó tres o más goles  | Partidos en los que anotó tres o más goles | Partidos en los que anotó tres o más goles | Partidos en los que anotó tres o más goles |
| N.º                                        | Fecha                                      | Estadio                                    | Partido                                     | Goles                                      | Resultado                                  | Competición                                |
| ------------------------------------------ | ------------------------------------------ | ------------------------------------------ | ------------------------------------------- | ------------------------------------------ | ------------------------------------------ | ------------------------------------------ |
| 1                                          | 11 de enero de 1967                        | Nacional, Santiago                         | Universidad de Chile - Universidad Católica |                                            | 5 - 3                                      | Primera División de Chile 1966             |
| 2                                          | 15 de abril de 1970                        | Nacional, Santiago                         | Universidad de Chile - Nacional             |                                            | 3 - 0                                      | Copa Libertadores 1970                     |

#### Resumen de goles en competición internacional
| Goles internacionales de carácter oficial y amistoso | Goles internacionales de carácter oficial y amistoso | Goles internacionales de carácter oficial y amistoso | Goles internacionales de carácter oficial y amistoso | Goles internacionales de carácter oficial y amistoso | Goles internacionales de carácter oficial y amistoso | Goles internacionales de carácter oficial y amistoso | Goles internacionales de carácter oficial y amistoso | Goles internacionales de carácter oficial y amistoso | Goles internacionales de carácter oficial y amistoso |
| --- | ---------------------------------------------------- | ---------------------------------------------------- | ---------------------------------------------------- | ---------------------------------------------------- | ---------------------------------------------------- | ---------------------------------------------------- | ---------------------------------------------------- | ---------------------------------------------------- | ---------------------------------------------------- |
| \| N.º \| Fecha[17] \| Estadio \| Local \| Local \| Resultado \| Visitante \| Visitante \| Goles \| Competición[18][19] \| \| --- \| ---------- \| --------------------------------- \| -------------------- \| ----- \| --------- \| --------- \| ------------- \| ----- \| ---------------------------------- \| \| 1 \| 07-02-1964 \| Estadio Nacional, Santiago, Chile \| Universidad de Chile \| \| 1 - 1 \| \| Independiente \| \| Torneo Internacional de Chile 1964 \| \| 2 \| 13-02-1965 \| Estadio Nacional, Santiago, Chile \| Universidad de Chile \| \| 1 - 5 \| \| Santos \| \| Copa Libertadores 1965 \| \| 3 \| 10-03-1965 \| Estadio Nacional, Santiago, Chile \| Universidad de Chile \| \| 5 - 2 \| \| Universitario \| \| Copa Libertadores 1965 \| \| 4 \| 08-03-1966 \| Estadio Nacional, Santiago, Chile \| Universidad de Chile \| \| 2 - 0 \| \| Guaraní \| \| Copa Libertadores 1966 \| \| 5 \| 07-02-1967 \| Estadio Nacional, Santiago, Chile \| Universidad de Chile \| \| 1 - 1 \| \| Santos \| \| Torneo Internacional de Chile 1967 \| \| 6 \| 24-02-1967 \| Estadio Nacional, Santiago, Chile \| Universidad de Chile \| \| 3 - 3 \| \| Colo-Colo \| \| Torneo Internacional de Chile 1967 \| \| 7 \| 20-01-1968 \| Estadio Nacional, Santiago, Chile \| Universidad de Chile \| \| 1 - 1 \| \| Racing \| \| Torneo Internacional de Chile 1968 \| \| 8 \| 27-01-1968 \| Estadio Nacional, Santiago, Chile \| Universidad de Chile \| \| 2 - 1 \| \| Santos \| \| Torneo Internacional de Chile 1968 \| \| 9 \| 23-03-1970 \| Estadio Nacional, Santiago, Chile \| Universidad de Chile \| \| 2 - 1 \| \| América \| \| Copa Libertadores 1970 \| \| 10 \| 15-04-1970 \| Estadio Nacional, Santiago, Chile \| Universidad de Chile \| \| 3 - 0 \| \| Nacional \| \| Copa Libertadores 1970 \| \| 11 \| 08-05-1970 \| Estadio Nacional, Santiago, Chile \| Universidad de Chile \| \| 1 - 0 \| \| Peñarol \| \| Copa Libertadores 1970 \| |                                                      |                                                      |                                                      |                                                      |                                                      |                                                      |                                                      |                                                      |                                                      |
| N.º | Fecha                                                | Estadio                                              | Local                                                | Local                                                | Resultado                                            | Visitante                                            | Visitante                                            | Goles                                                | Competición                                          |
| 1 | 07-02-1964                                           | Estadio Nacional, Santiago, Chile                    | Universidad de Chile                                 | Bandera de Chile                                     | 1 - 1                                                | Bandera de Argentina                                 | Independiente                                        |                                                      | Torneo Internacional de Chile 1964                   |
| 2 | 13-02-1965                                           | Estadio Nacional, Santiago, Chile                    | Universidad de Chile                                 | Bandera de Chile                                     | 1 - 5                                                | Bandera de Brasil                                    | Santos                                               |                                                      | Copa Libertadores 1965                               |
| 3 | 10-03-1965                                           | Estadio Nacional, Santiago, Chile                    | Universidad de Chile                                 | Bandera de Chile                                     | 5 - 2                                                | Bandera de Perú                                      | Universitario                                        |                                                      | Copa Libertadores 1965                               |
| 4 | 08-03-1966                                           | Estadio Nacional, Santiago, Chile                    | Universidad de Chile                                 | Bandera de Chile                                     | 2 - 0                                                | Bandera de Paraguay                                  | Guaraní                                              |                                                      | Copa Libertadores 1966                               |
| 5 | 07-02-1967                                           | Estadio Nacional, Santiago, Chile                    | Universidad de Chile                                 | Bandera de Chile                                     | 1 - 1                                                | Bandera de Brasil                                    | Santos                                               |                                                      | Torneo Internacional de Chile 1967                   |
| 6 | 24-02-1967                                           | Estadio Nacional, Santiago, Chile                    | Universidad de Chile                                 | Bandera de Chile                                     | 3 - 3                                                | Bandera de Chile                                     | Colo-Colo                                            |                                                      | Torneo Internacional de Chile 1967                   |
| 7 | 20-01-1968                                           | Estadio Nacional, Santiago, Chile                    | Universidad de Chile                                 | Bandera de Chile                                     | 1 - 1                                                | Bandera de Argentina                                 | Racing                                               |                                                      | Torneo Internacional de Chile 1968                   |
| 8 | 27-01-1968                                           | Estadio Nacional, Santiago, Chile                    | Universidad de Chile                                 | Bandera de Chile                                     | 2 - 1                                                | Bandera de Brasil                                    | Santos                                               |                                                      | Torneo Internacional de Chile 1968                   |
| 9 | 23-03-1970                                           | Estadio Nacional, Santiago, Chile                    | Universidad de Chile                                 | Bandera de Chile                                     | 2 - 1                                                | Bandera de Colombia                                  | América                                              |                                                      | Copa Libertadores 1970                               |
| 10 | 15-04-1970                                           | Estadio Nacional, Santiago, Chile                    | Universidad de Chile                                 | Bandera de Chile                                     | 3 - 0                                                | Bandera de Uruguay                                   | Nacional                                             |                                                      | Copa Libertadores 1970                               |
| 11 | 08-05-1970                                           | Estadio Nacional, Santiago, Chile                    | Universidad de Chile                                 | Bandera de Chile                                     | 1 - 0                                                | Bandera de Uruguay                                   | Peñarol                                              |                                                      | Copa Libertadores 1970                               |

## Palmarés

### Títulos locales
| Título               | Club                 | País  | Año  |
| -------------------- | -------------------- | ----- | ---- |
| Torneo Metropolitano | Universidad de Chile | Chile | 1968 |
| Torneo Metropolitano | Universidad de Chile | Chile | 1969 |

### Títulos nacionales
| Título                   | Club                 | País  | Año  |
| ------------------------ | -------------------- | ----- | ---- |
| Primera División         | Universidad de Chile | Chile | 1962 |
| Primera División         | Universidad de Chile | Chile | 1964 |
| Primera División         | Universidad de Chile | Chile | 1965 |
| Primera División         | Universidad de Chile | Chile | 1967 |
| Copa Francisco Candelori | Universidad de Chile | Chile | 1969 |
| Primera División         | Universidad de Chile | Chile | 1969 |

### Distinciones individuales
| Distinción                                                                                               | Año  |
| --- | ---- |
| Jugador Revelación del Fútbol Chileno                                                                    | 1963 |
| Mejor Puntero Derecho del Fútbol Chileno                                                                 | 1964 |
| Mejor Puntero Derecho del Fútbol chileno                                                                 | 1965 |
| Mejor Puntero Derecho del Fútbol Chileno                                                                 | 1966 |
| Mejor Futbolista de Chile                                                                                | 1966 |
| Cóndor de Bronce al Mejor Deportista del Fútbol Profesional                                              | 1966 |
| Mejor Puntero Derecho de Copa América por Conmebol                                                       | 1967 |
| Incluido en el Equipo Ideal de Copa América por Conmebol                                                 | 1967 |
| Mejor Puntero Derecho del Fútbol Chileno                                                                 | 1967 |
| Mejor Futbolista de Chile                                                                                | 1967 |
| Nominado al Balón de Oro Global por FIFA                                                                 | 1967 |
| Mejor Puntero Derecho del Fútbol Chileno                                                                 | 1968 |
| Mejor Puntero Derecho del Fútbol Chileno                                                                 | 1969 |
| Mejor Puntero Derecho de Copa Libertadores                                                               | 1970 |
| Nominado al Balón de Oro Global por FIFA                                                                 | 1970 |
| Mejor Puntero Derecho del Fútbol Chileno                                                                 | 1971 |
| Incluido en el equipo ideal de todos los tiempos de Chile                                                | 1974 |
| Top 1.⁰ Mejor jugador en la historia del San Luis de México                                              | 1989 |
| Top 1.⁰ Mejor jugador extranjero en la historia de San Luis de México                                    | 2013 |
| Incluido en el equipo ideal de todos los tiempos del fútbol chileno por El Mercurio                      | 2013 |
| Incluido en el equipo ideal de la historia de Universidad de Chile en votación de hinchas por La Tercera | 2013 |
| 23.º Mejor jugador extranjero de la historia de Atlas                                                    | 2014 |
| Incluido dentro de las 50 mejores figuras históricas de Universidad de Chile por AS.com                  | 2016 |
| Top 8.⁰ Máximo goleador en la historia de Universidad de Chile                                           | 2017 |
| Incluido en el equipo ideal de todos los tiempos de Universidad de Chile por El Mercurio                 | 2018 |
| Incluido dentro de los 10 mejores futbolistas chilenos de la historia                                    | 2018 |
| Homenaje a la trayectoria por Universidad de Chile                                                       | 2019 |